# Langlands–Shahidis metod
Inom matematiken är Langlands–Shahidis metod en metod för att definiera automorfiska L-funktioner i många fall som uppstår med sammanhängande reduktiva grupper över en talkropp. Den resulterande L-funktionen satisfierar ett antal viktiga analytiska egenskaper, därinbland en funktionalekvation.